# بيفل مارين
بيفل مارين (14 يونيو 1995 في إستونيا - ) (بالإستونية: Pavel Marin)‏ هو لاعب كرة قدم إستوني في مركز الوسط. لعب مع كوكولان بالوفيكوت.

## وصلات خارجية
- بيفل مارين على موقع الاتحاد الأوربي (الإنجليزية)
- بيفل مارين على موقع اتحاد إستونيا (الإنجليزية)
- بيفل مارين على موقع قاعدة بيانات كرة القدم.إي يو (الإنجليزية)
- بيفل مارين على موقع ناشيونال فوتبول تيمز (الإنجليزية)
- بيفل مارين على موقع Soccerway.com (الإنجليزية)